# GRK-киназы

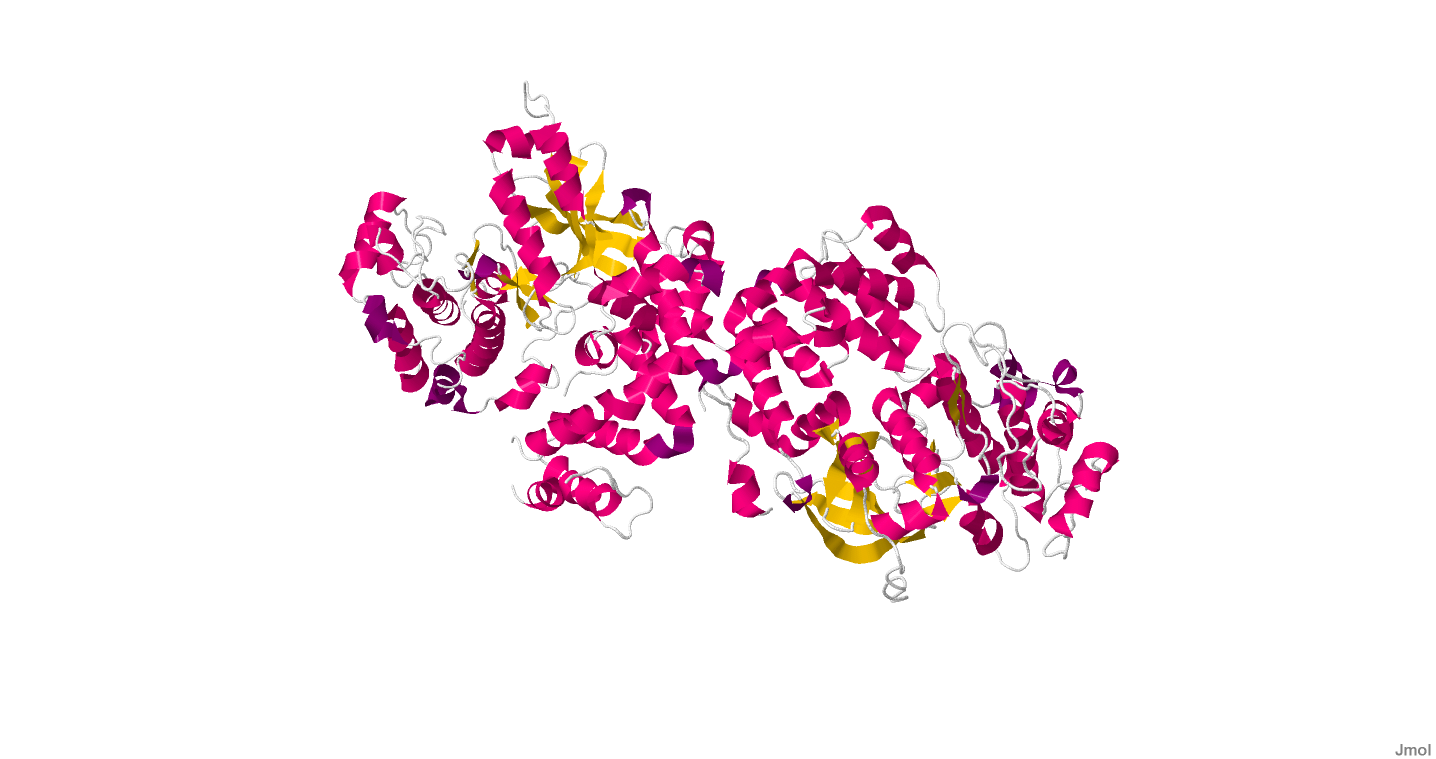
Кристаллическая структура комплекса GRK1 с АТФ.

Киназы рецепторов, связанных с G-белками, или GRK-киназы, (англ. G protein-coupled receptor kinases; GRKs, GPCRKs) — семейство протеинкиназ, фосфорилирующих внутриклеточные домены рецепторов, сопряжённых с G-белком (GPCR), и регулирующих их активность. Фосфорилирование происходит после связывания рецептором лиганда и диссоциации G-белка.
Фосфорилированные остатки серина и треонина служат участками связывания с аррестинами, которые предотвращают реассоциацию G-белка с рецептороми и последующую возможную реактивацию сигнального пути. 
Кроме этого, GRK регулируют клеточный ответ независимый от их киназной активности. В частности они взаимодействуют с субстратами иными, нежели GPCR.
GRK1 участвует в фосфорилировании и деактивации родопсина. Мутации гена GRK1 приводят к болезни Огучи 2-го типа, наследственному заболеванию, характеризующемуся ночной слепотой и медленной адаптацией к темноте.

## Типы GRK
| Название                                   | Примечания                                       | ген           | OMIM   |
| Киназа рецепторов, связанных с G-белками 1 | Родопсинкиназа                                   | GRK1          | 180381 |
| Киназа рецепторов, связанных с G-белками 2 | Киназа бета-адренорецептора 1 (BARK1)            | ADRBK1 (GRK2) | 109635 |
| Киназа рецепторов, связанных с G-белками 3 | Киназа бета-адренорецептора 2 (BARK2)            | ADRBK2 (GRK3) | 109636 |
| Киназа рецепторов, связанных с G-белками 4 | участвует в регуляции функции почечных канальцев | GRK4          | 137026 |
| Киназа рецепторов, связанных с G-белками 5 | GRK5 участвует в регулировке температуры тела    | GRK5          | 600870 |
| Киназа рецепторов, связанных с G-белками 6 | GRK6                                             | GRK6          | 600869 |
| Киназа рецепторов, связанных с G-белками 7 | киназа опсина колбочек                           | GRK7          | 606987 |